# センシティタワー
センシティタワーは、千葉県千葉市中央区にあるオフィスビル。そごう千葉店とあわせてセンシティビルディング（千葉新町地区第一種市街地再開発事業における建物名称）、ヨドバシHD千葉ビルとあわせてセンシティを構成する。

## 概要
地上96.475メートル（最高部106.65メートル）、地上23階、塔屋2階、地下2階、100メートル級の超高層建築物である。千葉駅周辺の高層建築物としてランドマークとなっている。株式会社千葉センシティがセンシティビルディング（そごう千葉店とセンシティタワー）の統括管理を行っている。センシティタワー、そごう千葉店、ヨドバシHD千葉ビル（センシティ）は京成千葉駅、JR東日本・千葉都市モノレール千葉駅、ペリエ千葉と直結している。
1フロア面積は1165.64平方メートル（352.60坪）、1フロアに4室120.89平方メートル（36.56坪）、6室113.68平方メートル（34.38坪）の10室構成となっており、事業継続計画サポートとして72時間運転可能な非常用発電機、非常用エレベーター自動診断・仮復旧システム、防災センターによる24時間･365日の中央集中監視を導入している。

## 主要テナント
センシティタワー（2019年6月1日）
- 4階
  - 千葉県中央旅券事務所
- 5階
  - クラブツーリズム
- 7階
  - テクノインテリジェンスサービス
  - ノッツェ
  - 日本トリム
- 8階
  - 千葉ロイヤルクリニック
  - IMSグループ
- 9階
  - サントリー
- 10階
  - 大成有楽不動産販売
  - 東京互光
- 11階
  - サンマリエ千葉サロン
- 12階
  - パーソルテンプスタッフ
  - 千葉県吹奏楽連盟
- 13階
  - アデコ
- 14階
  - スタッフブリッジ
  - 丸三証券
- 15階
  - スタッフサービス・メディカル
- 17階
  - 大成建設
- 19階
  - Gabaマンツーマン英会話
  - 大成ロテック
- 20階
  - 日清医療食品
  - マンパワーグループ
  - アストラゼネカ
- 21階
  - アイネクシス
  - NTTファイナンス
  - メディカルワールド
- 23階
  - 東天紅（TOH-TEN-KOH）

## 交通
- 鉄道
  - 京成千葉駅（京成電鉄千葉線）
  - 千葉駅（JR東日本、千葉都市モノレール）
- 自動車
  - 最寄りのインターチェンジ
    - 千葉東金道路 千葉東インターチェンジ
    - 京葉道路 穴川インターチェンジ・貝塚インターチェンジ
    - 東関東自動車道 湾岸千葉インターチェンジ